# Chatsquot Mountain
Chatsquot Mountain är ett berg i Kanada.   Det ligger i provinsen British Columbia, i den sydvästra delen av landet, 3 800 km väster om huvudstaden Ottawa. Toppen på Chatsquot Mountain är 2 365 meter över havet.
Terrängen runt Chatsquot Mountain är huvudsakligen bergig. Chatsquot Mountain är den högsta punkten i trakten. Trakten runt Chatsquot Mountain är nära nog obefolkad, med mindre än två invånare per kvadratkilometer.. Det finns inga samhällen i närheten. 
Trakten runt Chatsquot Mountain består i huvudsak av gräsmarker.